# Marco Fedele Gonzaga
Marco Fedele Gonzaga (falecido a 8 de Setembro de 1583) foi um prelado católico romano que serviu como bispo de Mântua (1574–1583) e bispo de Ossero (1550–1574).

## Biografia
No dia 2 de Junho de 1550, Marco Fedele Gonzaga foi nomeado bispo de Ossero durante o papado de Júlio III. A 28 de Novembro de 1574, foi nomeado bispo de Mântua durante o papado de Gregório XIII, onde serviu como bispo até à sua morte no dia 8 de Setembro de 1583.